# Boerengolf

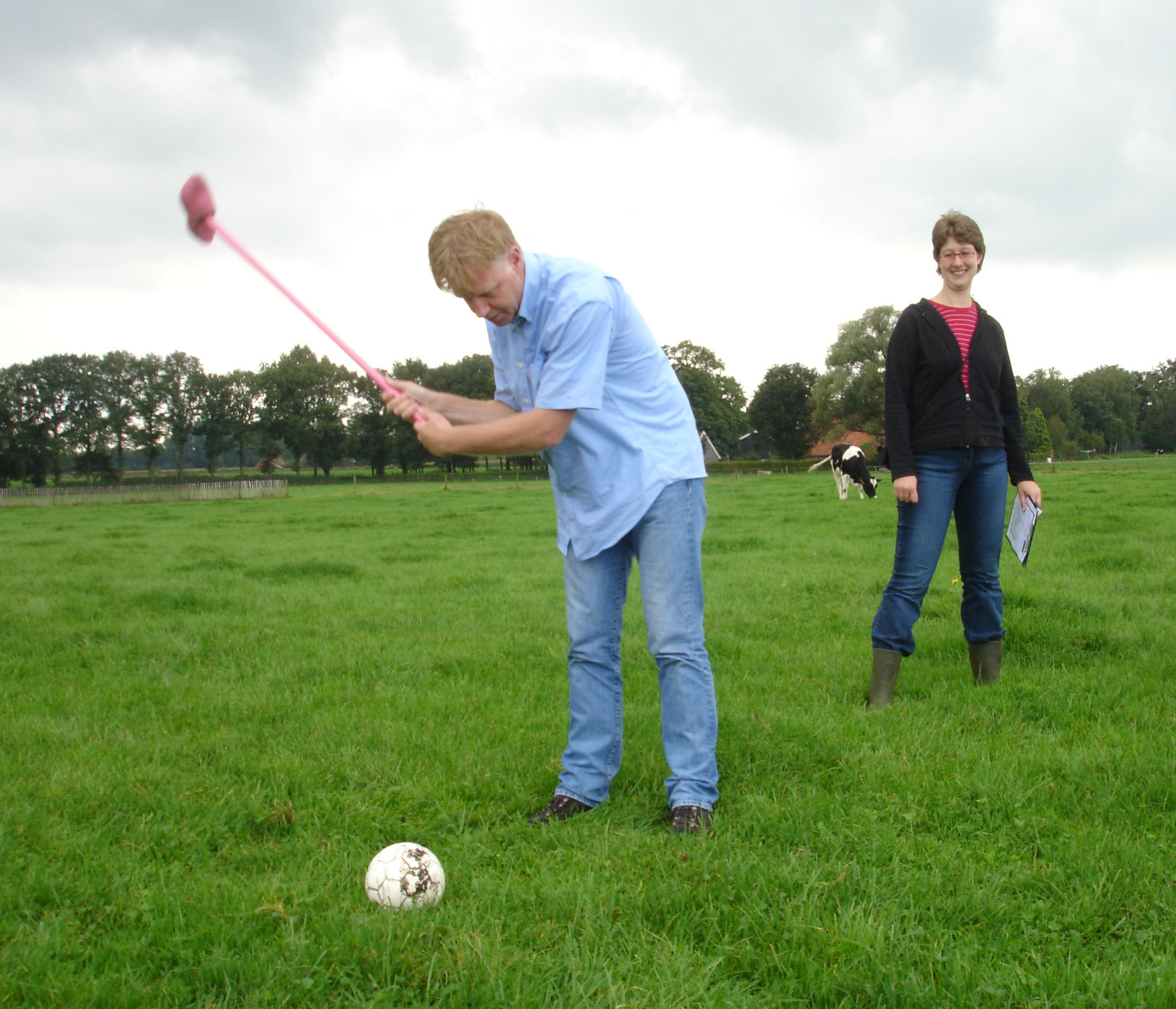
Boerengolfsving

Boerengolf (på engelska Farmer's golf, eller på svenska Bondgolf) är en variant på golf där klubban är en holländsk träsko med skaft och bollen stor som en handboll. Sporten uppfanns av Peter Weenink i frustration över krav på tillstånd och kursbevis för att få spela på normala golfbanor i Nederländerna.
Boerengolf växer fort i Holland och har även startat i Belgien, Frankrike, Tyskland och nu i Sverige. Världens nordligaste bana ligger i Svensbyn, utanför Piteå i Norrbotten.